# WWE Money in the Bank
WWE Money in the Bank ist eine Großveranstaltung der Wrestling-Organisation WWE, die jährlich als Pay-per-View ausgestrahlt wird. Sie wurde erstmals 2010 als neuer WWE-PPV im Juli ausgetragen. Seit dem Jahr 2014 wird sie im Monat Juni ausgetragen.

## Geschichte

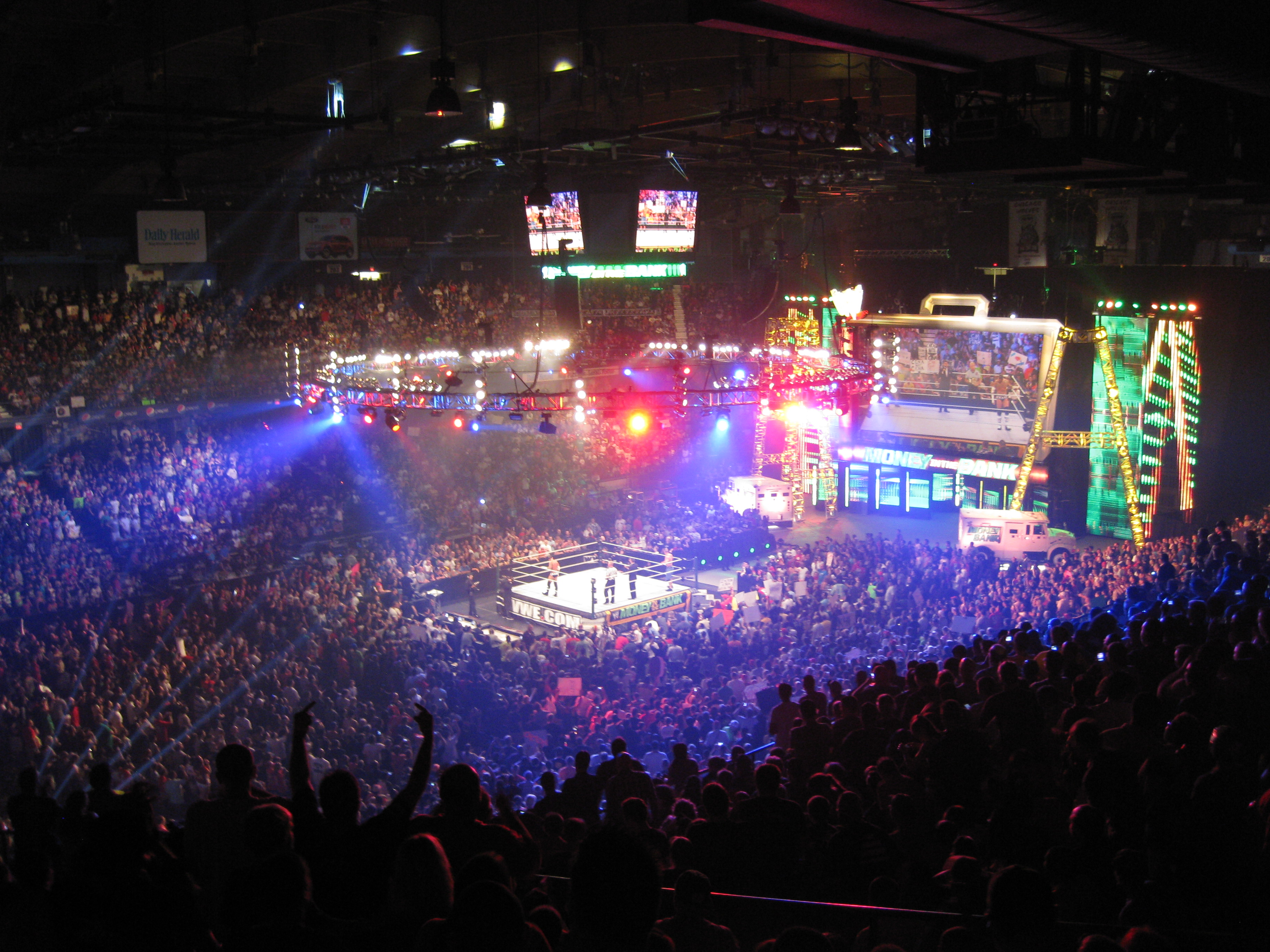
Das Money-in-the-Bank-Event im Jahr 2011.

Von WrestleMania 21 bis WrestleMania XXVI fand das Money In The Bank Ladder Match bei WrestleMania statt, das laut Storyline von Chris Jericho erfunden wurde. Hierbei traten meistens zehn Wrestler, die sich vorher in Qualifikations-Matches qualifiziert haben, in einem sogenannten Leiter-Match um einen Koffer an. Der Gewinner bekommt den im Koffer befindlichen Vertrag, der ihn laut Storyline dazu berechtigt, in den nächsten zwölf Monaten zu jedem beliebigen Zeitpunkt ein Titel-Match um einen der World-Titel der WWE zu fordern. Der Name „Money in the Bank“ kommt daher, da das Match jederzeit gefordert werden kann – zum Beispiel auch nachdem der amtierende Champion gerade eben ein hartes Match ausgetragen hat und schwer angeschlagen ist, so dass der Herausforderer eine Titelchance hat, die so wahrscheinlich erscheint, wie das Geld auf der Bank sicher ist.
Bisher hat jeder außer John Cena, Damien Sandow, Baron Corbin und Braun Strowman das Recht auf ein Titelmatch zu jedem Zeitpunkt auch zum Titelgewinn nutzen können. Der Inhaber des Koffers ist vor allem eine Reserve für die WWE, wenn sich vor dem geplanten Zeitpunkt des Einsatzes des Koffers ein amtierender Champion so sehr verletzt, dass eine weitere Titelverteidigung wegen der anstehenden Pause nicht mehr möglich ist. So erhielt z. B. Edge als Inhaber des Koffers (den er offiziell vom eigentlichen Inhaber Mr. Kennedy gewann, der verletzungsbedingt pausieren musste) ein Titelmatch gegen den Undertaker, indem er den Koffer einsetzte, nachdem Mark Henry den Undertaker hart attackiert hatte. Tatsächlich musste der Undertaker wegen einer Bizepssehnenruptur für längere Zeit pausieren. Seit WrestleMania XXVII wird dieses Match nicht mehr bei WrestleMania ausgetragen, da man rund um dieses Match einen eigenen PPV aufgebaut hat. Somit sind Edge, Rob Van Dam, Mr. Kennedy, CM Punk und Jack Swagger die einzigen Wrestler, die diese Matchart bei WrestleMania gewinnen konnten.
Seit Einführung des PPV Money in the Bank hatten beide Brands der WWE (RAW und SmackDown) ihr eigenes Money in the Bank Ladder Match, seit dem Ende des roster splits im Jahr 2011 wurden die beiden Matches nicht mehr nach dem Roster, sondern nach dem Titel getrennt ausgerichtet, wobei Wrestler aus allen Rostern teilnehmen dürfen. Nach der Titelvereinigung der beiden World-Titles (WWE Championship und World Heavyweight Championship) wurde nur noch ein Money In The Bank Match um den Vertrag ausgerichtet.

## Liste der Veranstaltungen
| #  | Veranstaltung     | Datum           | Ort                        | Arena                  | Zuschauer | Hauptkampf                                                                                         | MITB Gewinner              |
| -- | ----------------- | --------------- | -------------------------- | ---------------------- | --------- | -------------------------------------------------------------------------------------------------- | -------------------------- |
| 1  | Money in the Bank | 18. Juli 2010   | Kansas City, Missouri      | Sprint Center          | 08.000    | Sheamus (c) vs. John Cena um die WWE Championship.                                                 | Kane (SmackDown)           |
| 1  | Money in the Bank | 18. Juli 2010   | Kansas City, Missouri      | Sprint Center          | 08.000    | Sheamus (c) vs. John Cena um die WWE Championship.                                                 | The Miz (Raw)              |
| 2  | Money in the Bank | 17. Juli 2011   | Rosemont, Illinois         | Allstate Arena         | 14.815    | John Cena (c) vs. CM Punk um die WWE Championship.                                                 | Daniel Bryan (SmackDown)   |
| 2  | Money in the Bank | 17. Juli 2011   | Rosemont, Illinois         | Allstate Arena         | 14.815    | John Cena (c) vs. CM Punk um die WWE Championship.                                                 | Alberto Del Rio (Raw)      |
| 3  | Money in the Bank | 15. Juli 2012   | Phoenix, Arizona           | US Airways Center      | 09.000    | Raw Money-in-the-Bank-Ladder-Match.                                                                | Dolph Ziggler (SmackDown)  |
| 3  | Money in the Bank | 15. Juli 2012   | Phoenix, Arizona           | US Airways Center      | 09.000    | Raw Money-in-the-Bank-Ladder-Match.                                                                | John Cena (Raw)            |
| 4  | Money in the Bank | 14. Juli 2013   | Philadelphia, Pennsylvania | Wells Fargo Center     | 15.000    | Raw Money-in-the-Bank-Ladder-Match.                                                                | Damien Sandow (SmackDown)  |
| 4  | Money in the Bank | 14. Juli 2013   | Philadelphia, Pennsylvania | Wells Fargo Center     | 15.000    | Raw Money-in-the-Bank-Ladder-Match.                                                                | Randy Orton (Raw)          |
| 5  | Money in the Bank | 29. Juni 2014   | Boston, Massachusetts      | TD Garden              | 15.653    | 8-Men-Ladder-Match um die vakante WWE World Heavyweight Championship.                              | Seth Rollins               |
| 6  | Money in the Bank | 14. Juni 2015   | Columbus, Ohio             | Nationwide Arena       | 15.277    | Seth Rollins (c) vs. Dean Ambrose um die WWE World Heavyweight Championship.                       | Sheamus                    |
| 7  | Money in the Bank | 19. Juni 2016   | Paradise, Nevada           | T-Mobile Arena         | 14.150    | Roman Reigns (c) vs. Seth Rollins um die WWE World Heavyweight Championship.                       | Dean Ambrose               |
| 8  | Money in the Bank | 18. Juni 2017   | St. Louis, Missouri        | Scottrade Center       | 15.392    | Men's Money-in-the-Bank-Ladder-Match.                                                              | Carmella (Women’s)         |
| 8  | Money in the Bank | 18. Juni 2017   | St. Louis, Missouri        | Scottrade Center       | 15.392    | Men's Money-in-the-Bank-Ladder-Match.                                                              | Baron Corbin (Men's)       |
| 9  | Money in the Bank | 17. Juni 2018   | Rosemont, Illinois         | Allstate Arena         | 15.214    | Men's Money-in-the-Bank-Ladder-Match.                                                              | Alexa Bliss (Women’s)      |
| 9  | Money in the Bank | 17. Juni 2018   | Rosemont, Illinois         | Allstate Arena         | 15.214    | Men's Money-in-the-Bank-Ladder-Match.                                                              | Braun Strowman (Men's)     |
| 10 | Money in the Bank | 19. Mai 2019    | Hartford, Connecticut      | XL Center              | 15.564    | Men's Money-in-the-Bank-Ladder-Match.                                                              | Bayley (Women’s)           |
| 10 | Money in the Bank | 19. Mai 2019    | Hartford, Connecticut      | XL Center              | 15.564    | Men's Money-in-the-Bank-Ladder-Match.                                                              | Brock Lesnar (Men's)       |
| 11 | Money in the Bank | 10. Mai 2020    | Orlando, Florida           | WWE Performance Center | 0         | Men's Money-in-the-Bank-Ladder-Match Womens's Money-in-the-Bank-Ladder-Match                       | Asuka (Women’s)            |
| 11 | Money in the Bank | 10. Mai 2020    | Orlando, Florida           | WWE Performance Center | 0         | Men's Money-in-the-Bank-Ladder-Match Womens's Money-in-the-Bank-Ladder-Match                       | Otis (Men's)               |
| 12 | Money in the Bank | 18. Juli 2021   | Fort Worth, Texas          | Dickies Arena          | 09.919    | Roman Reigns (c) vs. Edge um die WWE Universal Championship.                                       | Nikki A.S.H. (Women’s)     |
| 12 | Money in the Bank | 18. Juli 2021   | Fort Worth, Texas          | Dickies Arena          | 09.919    | Roman Reigns (c) vs. Edge um die WWE Universal Championship.                                       | Big E (Men's)              |
| 13 | Money in the Bank | 2. Juli 2022    | Las Vegas, Nevada          | MGM Grand Garden Arena | 12.076    | Men’s Money-in-the-Bank-Ladder-Match                                                               | Liv Morgan (Women’s)       |
| 13 | Money in the Bank | 2. Juli 2022    | Las Vegas, Nevada          | MGM Grand Garden Arena | 12.076    | Men’s Money-in-the-Bank-Ladder-Match                                                               | Theory (Men's)             |
| 14 | Money in the Bank | 1. Juli 2023    | London, England            | The O2 Arena           | 18.885    | Roman Reigns und Solo Sikoa vs. The Usos Jimmy Uso und Jey Uso in einem Tag-Team-Match             | Iyo Sky (Women’s)          |
| 14 | Money in the Bank | 1. Juli 2023    | London, England            | The O2 Arena           | 18.885    | Roman Reigns und Solo Sikoa vs. The Usos Jimmy Uso und Jey Uso in einem Tag-Team-Match             | Damian Priest (Men's)      |
| 15 | Money in the Bank | 6. Juli 2024    | Toronto, Kanada            | Scotiabank Arena       | 19.858    | Cody Rhodes, Kevin Owens und Randy Orton vs. The Bloodline (Solo Sikoa, Tama Tonga und Jacob Fatu) | Tiffany Stratton (Women’s) |
| 15 | Money in the Bank | 6. Juli 2024    | Toronto, Kanada            | Scotiabank Arena       | 19.858    | Cody Rhodes, Kevin Owens und Randy Orton vs. The Bloodline (Solo Sikoa, Tama Tonga und Jacob Fatu) | Drew McIntyre (Men's)      |
| 16 | Money in the Bank | 7. Juni 2025    | Inglewood, Kalifornien     | Intuit Dome            | 17.069    | Cody Rhodes und Jey Uso vs. John Cena und Logan Paul                                               | Naomi (Women’s)            |
| 16 | Money in the Bank | 7. Juni 2025    | Inglewood, Kalifornien     | Intuit Dome            | 17.069    | Cody Rhodes und Jey Uso vs. John Cena und Logan Paul                                               | Seth Rollins (Men's)       |
| 17 | Money in the Bank | 29. August 2026 | New Orleans, Louisiana     | TBA                    | -         | |                            |
| 17 | Money in the Bank | 29. August 2026 | New Orleans, Louisiana     | TBA                    | -         | |                            |

### Ergebnisse

#### 2010
| Matchart                                                  |                                                      |      |                                                                                              | Zeit  |
| --------------------------------------------------------- | ---------------------------------------------------- | ---- | -------------------------------------------------------------------------------------------- | ----- |
| Singles-Match (Dark Match)                                | Santino Marella                                      | bes. | William Regal                                                                                | N/A   |
| Acht-Mann-Leiter-Match um einen Money-in-the-Bank-Vertrag | Kane                                                 | bes. | Big Show, Christian, Cody Rhodes, Dolph Ziggler, Drew McIntyre, Kofi Kingston und Matt Hardy | 26:17 |
| Singles-Match um die WWE Divas Championship               | Alicia Fox (C)                                       | bes. | Eve Torres                                                                                   | 05:52 |
| Tag-Team-Match um die Unified WWE Tag Team Championship   | The Hart Dynasty (David Hart Smith & Tyson Kidd) (C) | bes. | The Usos (Jey Uso & Jimmy Uso)                                                               | 05:53 |
| Singles-Match um die WWE World Heavyweight Championship   | Rey Mysterio (C)                                     | bes. | Jack Swagger                                                                                 | 10:45 |
| Singles-Match um die WWE World Heavyweight Championship   | Kane                                                 | bes. | Rey Mysterio (C)                                                                             | 00:53 |
| Singles-Match um die WWE Women’s Championship             | Layla (C)                                            | bes. | Kelly Kelly                                                                                  | 03:58 |
| Acht-Mann-Leiter-Match um einen Money-in-the-Bank-Vertrag | The Miz                                              | bes. | Chris Jericho, Edge, Evan Bourne, John Morrison, Mark Henry, Randy Orton und Ted DiBiase     | 20:27 |
| Steel-Cage-Match um die WWE Championship                  | Sheamus (C)                                          | bes. | John Cena                                                                                    | 23:01 |

#### 2011
| Matchart                                                  |                                   |                 |                                                                                         | Zeit  |
| --------------------------------------------------------- | --------------------------------- | --------------- | --------------------------------------------------------------------------------------- | ----- |
| Tag-Team-Match (Dark Match)                               | Santino Marella & Vladimir Kozlov | bes.            | David Otunga & Michael McGillicutty                                                     | N/A   |
| Acht-Mann-Leiter-Match um einen Money-in-the-Bank-Vertrag | Daniel Bryan                      | bes.            | Cody Rhodes, Heath Slater, Justin Gabriel, Kane, Sheamus, Sin Cara und Wade Barrett     | 24:33 |
| Singles-Match um die WWE Divas Championship               | Kelly Kelly (C)                   | bes.            | Brie Bella                                                                              | 04:48 |
| Singles-Match                                             | Mark Henry                        | bes.            | Big Show                                                                                | 06:00 |
| Acht-Mann-Leiter-Match um einen Money-in-the-Bank-Vertrag | Alberto Del Rio                   | bes.            | Alex Riley, Evan Bourne, Jack Swagger, Kofi Kingston, R-Truth, Rey Mysterio und The Miz | 15:56 |
| Singles-Match um die WWE World Heavyweight Championship   | Christian                         | bes. (durch DQ) | Randy Orton (C)                                                                         | 12:22 |
| Singles-Match um die WWE Championship                     | CM Punk                           | bes.            | John Cena (C)                                                                           | 33:45 |

#### 2012
| Matchart                                                  |                         |      |                                                                                         | Zeit  |
| --------------------------------------------------------- | ----------------------- | ---- | --------------------------------------------------------------------------------------- | ----- |
| Tag-Team-Match (Pre-Show-Match)                           | Kofi Kingston & R-Truth | bes. | Camacho & Hunico                                                                        | 08:25 |
| Acht-Mann-Leiter-Match um einen Money-in-the-Bank-Vertrag | Dolph Ziggler           | bes. | Christian, Cody Rhodes, Damien Sandow, Santino Marella, Sin Cara, Tensai und Tyson Kidd | 18:29 |
| Singles-Match um die WWE World Heavyweight Championship   | Sheamus (C)             | bes. | Alberto Del Rio                                                                         | 14:23 |
| Tag-Team-Match                                            | Epico & Primo           | bes. | The Prime Time Players (Darren Young & Titus O’Neil)                                    | 07:31 |
| No-Disqualification-Match um die WWE Championship         | CM Punk (C)             | bes. | Daniel Bryan                                                                            | 27:47 |
| 2-on-1-Handicap-Match                                     | Ryback                  | bes. | Curt Hawkins & Tyler Reks                                                               | 04:20 |
| Sechs-Frauen-Tag-Team-Match                               | Kaitlyn, Layla & Tamina | bes. | Beth Phoenix, Eve Torres & Natalya                                                      | 03:23 |
| Fünf-Mann-Leiter-Match um einen Money-in-the-Bank-Vertrag | John Cena               | bes. | Big Show, Chris Jericho, Kane und The Miz                                               | 20:04 |

#### 2013
| Matchart                                                         |                                              |                 |                                                                                    | Zeit  |
| ---------------------------------------------------------------- | -------------------------------------------- | --------------- | ---------------------------------------------------------------------------------- | ----- |
| Tag-Team-Match um die WWE Tag Team Championship (Pre-Show-Match) | The Shield (Roman Reigns & Seth Rollins) (C) | bes.            | The Usos (Jey Uso & Jimmy Uso)                                                     | 14:50 |
| Sieben-Mann-Leiter-Match um einen Money-in-the-Bank-Vertrag      | Damien Sandow                                | bes.            | Antonio Cesaro, Cody Rhodes, Dean Ambrose, Fandango, Jack Swagger und Wade Barrett | 16:25 |
| Singles-Match um die WWE Intercontinental Championship           | Curtis Axel (C)                              | bes.            | The Miz                                                                            | 09:20 |
| Singles-Match um die WWE Divas Championship                      | AJ Lee (C)                                   | bes.            | Kaitlyn                                                                            | 07:02 |
| Singles-Match                                                    | Ryback                                       | bes.            | Chris Jericho                                                                      | 11:21 |
| Singles-Match um die WWE World Heavyweight Championship          | Alberto Del Rio (C)                          | bes. (durch DQ) | Dolph Ziggler                                                                      | 14:28 |
| Singles-Match um die WWE Championship                            | John Cena (C)                                | bes.            | Mark Henry                                                                         | 14:45 |
| Sechs-Mann-Leiter-Match um einen Money-in-the-Bank-Vertrag       | Randy Orton                                  | bes.            | Christian, CM Punk, Daniel Bryan, Rob Van Dam und Sheamus                          | 26:38 |

#### 2014
| Matchart                                                                 |                                    |      |                                                                                  | Zeit  |
| ------------------------------------------------------------------------ | ---------------------------------- | ---- | -------------------------------------------------------------------------------- | ----- |
| Tag-Team-Match um die WWE Tag Team Championship                          | The Usos (Jey Uso & Jimmy Uso) (C) | bes. | The Wyatt Family (Erick Rowan & Luke Harper)                                     | 13:13 |
| Singles-Match um die WWE Divas Championship                              | Paige (C)                          | bes. | Naomi                                                                            | 07:10 |
| Singles-Match                                                            | Adam Rose                          | bes. | Damien Sandow                                                                    | 04:13 |
| Sechs-Mann-Leiter-Match um einen Money-in-the-Bank-Vertrag               | Seth Rollins                       | bes. | Dean Ambrose, Dolph Ziggler, Jack Swagger, Kofi Kingston und Rob Van Dam         | 23:14 |
| Tag-Team-Match                                                           | Goldust & Stardust                 | bes. | RybAxel (Curtis Axel & Ryback)                                                   | 07:45 |
| Singles-Match                                                            | Rusev                              | bes. | Big E                                                                            | 07:17 |
| Singles-Match (Special Referee: Fandango)                                | Layla                              | bes. | Summer Rae                                                                       | 03:45 |
| Acht-Mann-Leiter-Match um die vakante WWE World Heavyweight Championship | John Cena                          | bes. | Alberto Del Rio, Bray Wyatt, Cesaro, Kane, Randy Orton, Roman Reigns und Sheamus | 26:30 |

#### 2015
| Matchart                                                    |                                                      |                 |                                                                           | Zeit  |
| ----------------------------------------------------------- | ---------------------------------------------------- | --------------- | ------------------------------------------------------------------------- | ----- |
| Singles-Match (Pre-Show-Match)                              | R-Truth                                              | bes.            | King Barrett                                                              | 05:45 |
| Sieben-Mann-Leiter-Match um einen Money-in-the-Bank-Vertrag | Sheamus                                              | bes.            | Dolph Ziggler, Kane, Kofi Kingston, Neville, Randy Orton und Roman Reigns | 20:50 |
| Singles-Match um die WWE Divas Championship                 | Nikki Bella (C)                                      | bes.            | Paige                                                                     | 11:18 |
| Singles-Match um die WWE Intercontinental Championship      | Big Show                                             | bes. (durch DQ) | Ryback (C)                                                                | 05:28 |
| Singles-Match                                               | John Cena                                            | bes.            | Kevin Owens                                                               | 19:15 |
| Tag-Team-Match um die WWE Tag Team Championship             | The Prime Time Players (Darren Young & Titus O’Neil) | bes.            | The New Day (Big E & Xavier Woods) (C)                                    | 05:48 |
| Leiter-Match um die WWE World Heavyweight Championship      | Seth Rollins (C)                                     | bes.            | Dean Ambrose                                                              | 35:40 |

#### 2016
| Matchart                                                    |                                         |      | | Zeit  |
| ----------------------------------------------------------- | --------------------------------------- | ---- | --- | ----- |
| Tag-Team-Match (Pre-Show-Match)                             | The Golden Truth (Goldust & R-Truth)    | bes. | Breezango (Fandango & Tyler Breeze)                                                                     | 05:06 |
| Tag-Team-Match (Pre-Show-Match)                             | The Lucha Dragons (Kalisto & Sin Cara)  | bes. | The Dudley Boyz (Bubba Ray Dudley & D-Von Dudley)                                                       | 08:48 |
| Fatal-4-Way-Tag-Team-Match um die WWE Tag Team Championship | The New Day (Big E & Kofi Kingston) (C) | bes. | Big Cass & Enzo Amore, Karl Anderson & Luke Gallows und The Vaudevillains (Aiden English & Simon Gotch) | 11:43 |
| Singles-Match                                               | Baron Corbin                            | bes. | Dolph Ziggler                                                                                           | 12:24 |
| Tag-Team-Match                                              | Charlotte & Dana Brooke                 | bes. | Becky Lynch & Natalya                                                                                   | 07:00 |
| Singles-Match                                               | Apollo Crews                            | bes. | Sheamus                                                                                                 | 08:36 |
| Singles-Match                                               | AJ Styles                               | bes. | John Cena                                                                                               | 24:10 |
| Sechs-Mann-Leiter-Match um einen Money-in-the-Bank-Vertrag  | Dean Ambrose                            | bes. | Alberto Del Rio, Cesaro, Chris Jericho, Kevin Owens und Sami Zayn                                       | 21:37 |
| Singles-Match um die WWE United States Championship         | Rusev (C)                               | bes. | Titus O’Neil                                                                                            | 08:13 |
| Singles-Match um die WWE World Heavyweight Championship     | Seth Rollins                            | bes. | Roman Reigns (C)                                                                                        | 26:00 |
| Singles-Match um die WWE World Heavyweight Championship     | Dean Ambrose                            | bes. | Seth Rollins (C)                                                                                        | 00:08 |